# بهاسان شار
بهاسان شار (بالبنغالية: ভাষাণচর)، والمعروفة أيضًا باسم شار بيا، هي جزيرة في هاتيا أوبازيلا، بنغلاديش. حتى عام 2019 كانت تُعرف باسم ثينغار شار. تقع في خليج البنغال، على بعد حوالي 6 كيلومترات (3.7 ميل) من جزيرة ساندويب و37 ميلاً (60 كم) من البر الرئيسي.

## التاريخ
تشكلت الجزيرة بواسطة طمي جبال الهيمالايا في عام 2006. تبلغ مساحتها 40 كيلومترًا مربعًا (15 ميل مربع، 4000 هكتار). خططت حكومة بنغلاديش لبناء ما مجموعه 1440 مبنى، بما في ذلك 120 ملجأ من الأعاصير، لنقل 100000 لاجئ من الروهينغا من مخيمات كوكس بازار في البر الرئيسي. كما اقترحت حكومة بنغلاديش لأول مرة إعادة توطين لاجئي الروهينغا على الجزيرة في يونيو 2015. ووصفت وكالة اللاجئين التابعة للأمم المتحدة الاقتراح بأنه «يمثل تحديًا لوجستيًا». في 26 يناير / كانون الثاني 2017، أمرت حكومة بنغلاديش بإعادة توطينهم مع ذلك. ووصفتها هيومن رايتس ووتش بأنها «كارثة حقوقية وإنسانية في طور التكوين».